# کریم زندی
کریم زندی بازیکن فوتبال اهل ایران بود که برای کلوپ ایران بازی می‌کرد. از وی به‌عنوان اولین ایرانی یاد می‌شود که به‌طور رسمی در یک باشگاه فوتبال بازی کرده‌است.
وقتی برای اولین بار در ایران، فوتبال در شهر مسجد سلیمان اولین مسابقه فوتبال در آنجا بین مردم بومی مسجدسلیمان و انگلیسی‌های شاغل در شرکت نفت برگزار شد. کریم زندی قبل از آن، درطی سالهای ۱۲۸۷ تا ۱۲۹۷ خورشیدی در بین انگلیسی‌ها و در تیم‌های فوتبالی که در ایران پایه‌گذاری کرده بودند، بازی کرده بود.